# Dichaetomyia bicolor
Dichaetomyia bicolor är en tvåvingeart som först beskrevs av Macquart 1855.  Dichaetomyia bicolor ingår i släktet Dichaetomyia och familjen husflugor. Inga underarter finns listade i Catalogue of Life.